# Le Tatoué
Le Tatoué is een Frans- Italiaanse film van Denys de La Patellière die werd uitgebracht in 1968. 
Het scenario van Pascal Jardin is gebaseerd op het kortverhaal Gégène le tatoué van Alphonse Boudard.

## Verhaal
Félicien Mézeray, een kunsthandelaar, maakt op een dag bij de schilder Dubois kennis met een zekere Legrain, een ex-legioensoldaat die door Dubois geportretteerd wil worden. Hij ontdekt dat er een authentieke Modigliani op Legrains rug getatoeëerd staat. Mézeray ruikt geld, veel geld. Hij vertelt zijn vondst aan Smith en Larsen, twee rijke Amerikaanse verzamelaars en hij verkoopt hen prompt het kunstwerk.
Legrain blijkt echter een opvliegende brombeer, die onverschillig blijft voor Mézeray's machinaties. Mézeray voelt dat hij tot het uiterste zal moeten gaan om het kunstwerk te bemachtigen. Hij stelt Legrain voor diens huis op het platteland te renoveren in ruil voor de Modigliani.  
Hij beseft echter niet dat Legrain eigenlijk de laatste graaf van Montignac is en dat dat plattelandshuis in werkelijkheid een vervallen kasteel uit de 16e eeuw is.

## Rolverdeling
| Acteur             | Personage                              |
| ------------------ | -------------------------------------- |
| Jean Gabin         | Legrain / graaf Enguerand              |
| Louis de Funès     | Félicien Mézeray                       |
| Paul Mercey        | Maurice Pellot, de ondernemer          |
| Dominique Davray   | Suzanne Mézeray, de vrouw van Félicien |
| Joe Warfield       | Larsen                                 |
| Donald von Kurtz   | Smith                                  |
| Pierre Tornade     | de politieman                          |
| Henri Virlogeux    | Dubois, de schilder                    |
| Hubert Deschamps   | professor Mortemont, de dermatoloog    |
| Jean-Pierre Darras | Lucien, de postbode                    |